# Biblioteca Pública Municipal do Porto
A Biblioteca Pública Municipal do Porto é uma biblioteca localizada no início da Rua de D. João IV, frente ao Jardim de São Lázaro, na freguesia do Bonfim da cidade do Porto, em Portugal.
A Biblioteca está no presente instalada no antigo Convento de Santo António da Cidade, edifício este que se encontra classificado como Imóvel de Interesse Público desde 1974.

## História
Foi instituída no dia 9 de Julho de 1833, assinado nos paços reais de Porto por D. Pedro, duque de Bragança e referendado por Cândido José Xavier, ministro secretário de Estado por negócios do reino. A criação da biblioteca teve por objetivo expressamente declarado solenizar o aniversário da cidade. O nome dado foi Real Biblioteca Pública da cidade do Porto.
A biblioteca foi inicialmente instalada, em 1841, no Hospício dos Franciscanos, situado na Praça da Cordoaria, e em 1842 foi definitivamente instalada na casa que servia de hospício dos religiosos de Santo António de Val-da-Piedade, o Convento de Santo António da Cidade, junto ao Jardim de São Lázaro/Rua D. João IV. Os cargos seriam de nomeação da câmara, exceto o cargo de bibliotecário, cuja nomeação teria de ser feita pelo governo. Sendo que o primeiro bibliotecário foi nomeado pelo ministro inspector, e o segundo pelo tríplice enviada pela câmara.
O primeiro fundo bibliográfico do novo estabelecimento cultural foi constituído principalmente pelas livrarias dos conventos abandonados e pela do prelado da diocese, D. João de Magalhães e Avelar. É uma Biblioteca considerada, por nacionais e estrangeiros, como a mais numerosa e rica livraria particular que existia em Portugal.
Segundo Alexandre Herculano, ela constava de 36 mil volumes, além de 300 códices manuscritos. Devido a uma questão de herdeiros do prelado que perdurou por vários anos, o governo teve ainda que pagar essa uma quantia que na época era de 24.000$000 réis. Os primeiros catálogos que a biblioteca possuía foram de dezesseis volumes manuscritos que naquela época prestavam excelentes serviços.
Em 1842 a Biblioteca constava de 24.256 obras, em 47.322 volumes, pelo que diz os livros já catalogados. Além, deste acervo, havia também 50 mil volumes, entre os quais 4.200 tinham vindo dos conventos extintos de Vila do Conde e imediações.
Foi nessa época que apareceram os primeiros catálogos impressos da Biblioteca do Porto.
Encontra-se no prelo um catálogo descritivo, analítico e comentado dos Manuscritos Ultramarinos da Biblioteca Pública Municipal do Porto e organizado para aquele certame pelo Gabinete de História da Câmara Municipal da mesma cidade.
A coleção de manuscritos raros desta biblioteca enriqueceu em 1877 pelo legado do Conde de Azevedo.
Esta biblioteca foi transformada em municipal, por determinação da Carta de lei de 27 de Janeiro de 1876, promulgada por D. Luís I, e referendada pelo ministro do Reino António Rodrigues Sampaio, tendo como presidente da Câmara do Porto Francisco Pinto Bessa.
A biblioteca vai encerrar, a partir de 1 de abril de 2024, para ser requalificada. O encerramento será feito de forma gradual e o projeto de requalificação é da autoria do arquiteto Souto Moura.

## Galeria

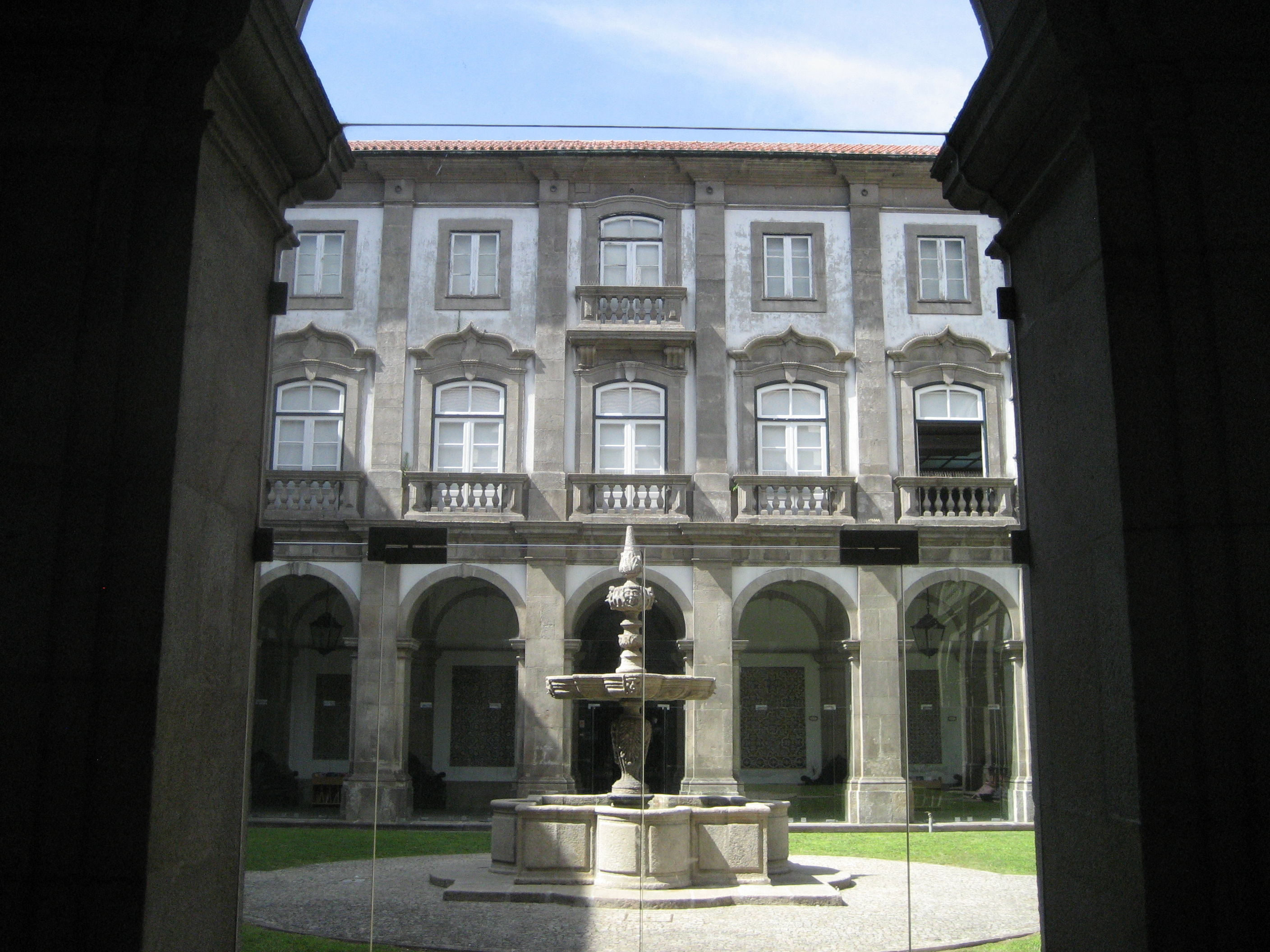
Patio
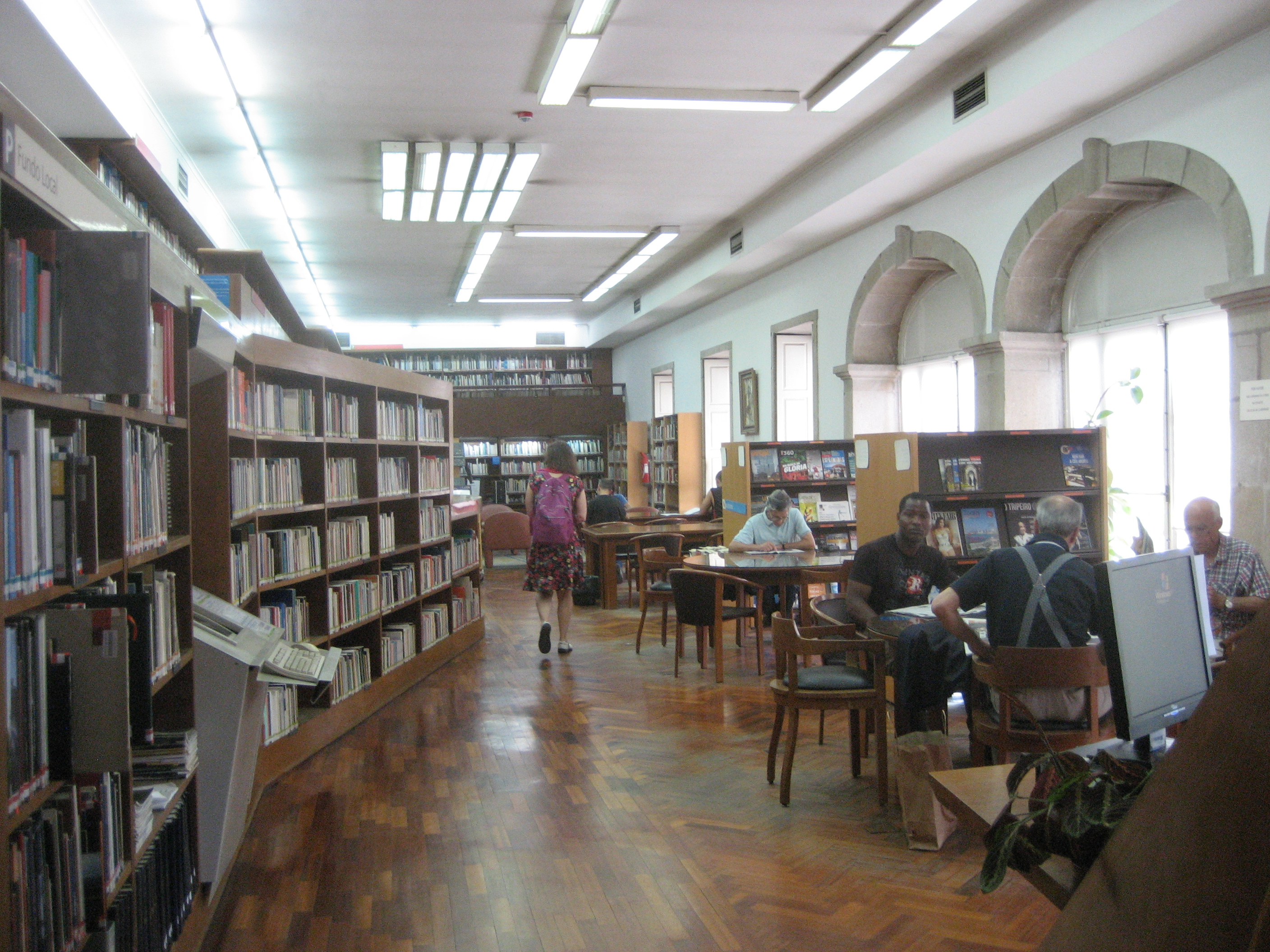
Interior
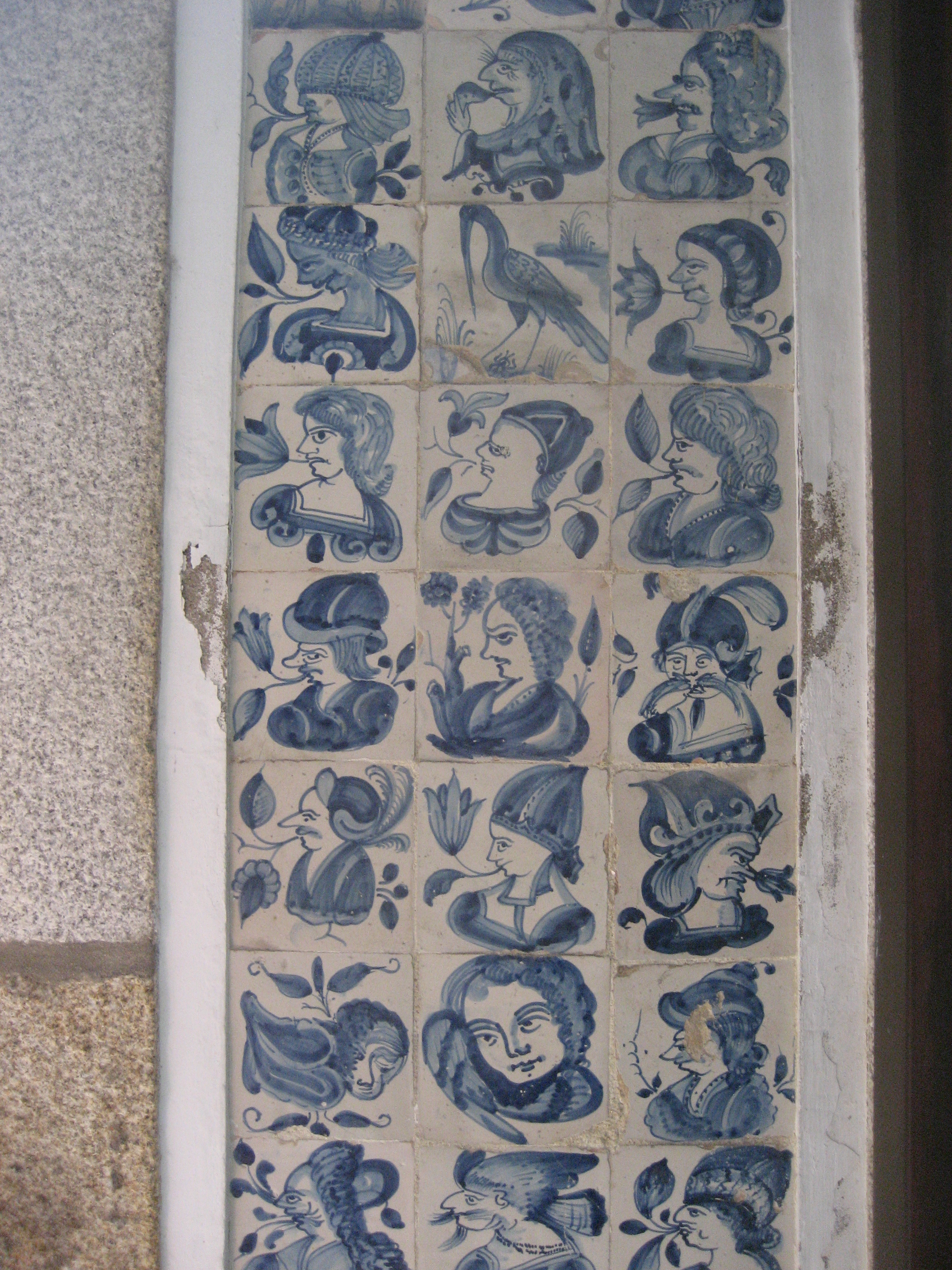
Azulejos
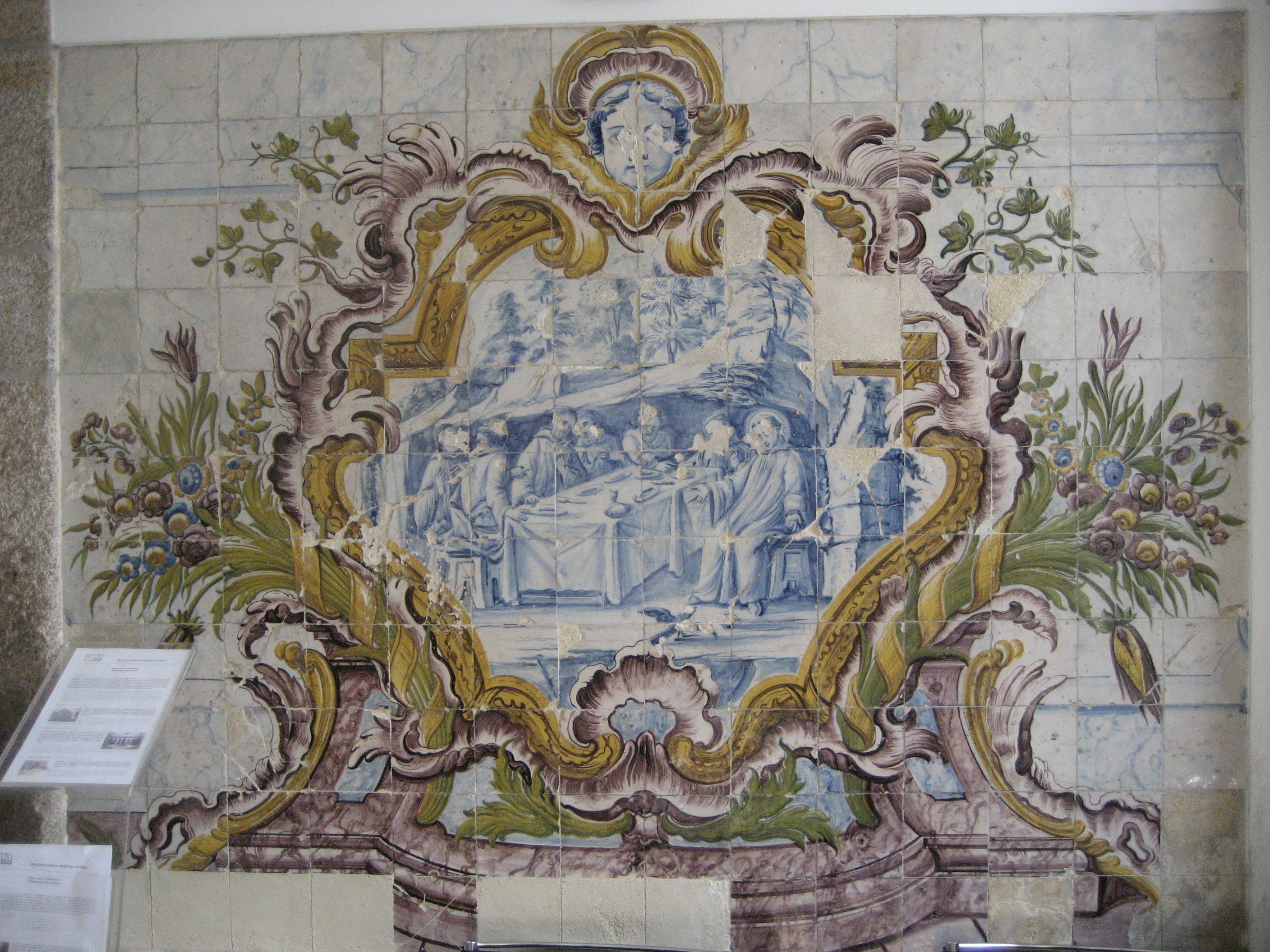